# دیوولاپیتیا
دیوولاپیتیا (به لاتین: Divulapitiya) یک منطقهٔ مسکونی در سری‌لانکا است که در ناحیه گامپاها واقع شده‌است.